# Upplands runinskrifter 1104
Upplands runinskrifter 1104 är en vikingatida runsten av ljusröd granit i Tuna, Bälinge socken och Uppsala kommun. Runstenen är av ljusröd granit och cirka 2,2 meter hög, 1,6 meter bred och 0,45 meter tjock. Ristningen vetter mot sydväst. Runhöjden är cirka 7 centimeter. Ristningen är grund och svårläst. Delvis beror detta på vittring men också på att ristningen inte är skickligt utförd. Stenen har legat ned under lång tid men restes 1948 genom Riksantikvarieämbetet försorg.

## Inskriften
Translitterering av runraden:
[nis]uike[r] ' ok · gyriþ · þo litu · rita me(r)i · yti · si[k] is · sutu · nasi · ok · kitil · -e- ' iogu ru(n)ir a · þisa...
Normalisering till runsvenska:
Næs-Vigæiʀʀ ok Gyriðr þau letu retta mærki æftiʀ Sik, es sotdo. Nasi/Næsi ok Kætill [þ]æi[ʀ] hioggu runaʀ a þessa[ʀ].
Översättning till nusvenska:
... och Gyrid de läto uppresa minnesmärket efter . . . Nase och Kättil de höggo in dessa runor.